# سيمون أسبلين
سيمون أسبلين (بالسويدية: Simon Aspelin) مواليد 11 مايو 1974 في السويد، هو لاعب كرة مضرب سويدي سابق بدأ مسيرته كمحترف سنة 1998 وكان يلعب باليد اليمنى، اعتزل اللعب في 17 يوليو 2011. كما أنه أحد أبطال الجراند سلام. أعلى تصنيف له في الفردي كان المركز الـ 436 في سنة 1998. سبق أن شارك في دورة الألعاب الأولمبية الصيفية.

## النهائيات

### الفوز (1)
| السنة | البطولة                     | الشريك     | المنافس في النهائي     | النتيجة في النهائي |
| 2007  | بطولة أمريكا المفتوحة للتنس | جوليان نول | لوكاس دلوهي بافل فيزنر | 7–5, 6–4           |

## الميداليات
| الميدالية | المسابقة                       |
| --------- | ------------------------------ |
| فضية      | الألعاب الأولمبية الصيفية 2008 |

## روابط خارجية
- سيمون أسبلين على موقع رابطة محترفي التنس (الإنجليزية)
- سيمون أسبلين على موقع الاتحاد الدولي لكرة المضرب (الإنجليزية)
- سيمون أسبلين على موقع كأس ديفيز (الإنجليزية)
- سيمون أسبلين على موقع خلاصة التنس.كوم (الإنجليزية)
- سيمون أسبلين على موقع إي إس بي إن.كوم (الإنجليزية)
- سيمون أسبلين على موقع أوليمبيديا (الإنجليزية)
- سيمون أسبلين على موقع اللجنة الأولمبية السويدية (السويدية)